# Tour de vigilance côtière

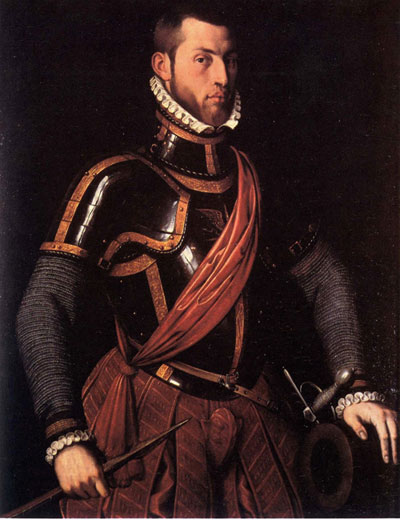
Vespasiano Gonzaga.

Les tours de vigilance côtière sont une série d'édifications militaires construites au XVIe siècle sur la côte méditerranéenne espagnole, essentiellement Région de Murcie, et les provinces d'Alicante et Almería pour la défense du territoire contre les attaques des pirates barbaresques. 

## Présentation
Après l'établissement turc en Alger en 1516, toute la côte méditerranéenne espagnole se trouvait menacée par les attaques des pirates barbaresque qui débarquaient et faisaient des razzias sur les villes et les établissements ruraux. Le roi Charles Ier d'Espagne conçut un système défensif basé sur la construction de tours de vigilance sur la côte méditerranéenne. En 1526, le conseil de Murcie érigea une tour dénommée La Encañizada au nord de La Manga ; en 1539 le conseil de Lorca (Murcie) érigea La Torre de Cope. Néanmoins la plupart des tours de vigilance ont été construites sous le règne de Philippe II d'Espagne.
En 1568, le roi Philippe II d'Espagne commande à Gonzaga l'inspection et le projet des fortifications du port de la ville de Carthagène, de la côte du royaume de Valence (Espagne) et les ports africains d'Oran et de Mers el-Kébir.  
Au XVIIIe siècle quelque tours plus ont été construites dans les zones moins protégées comme le littoral de la province d'Almería et les îles d'Ibiza et de Formentera.

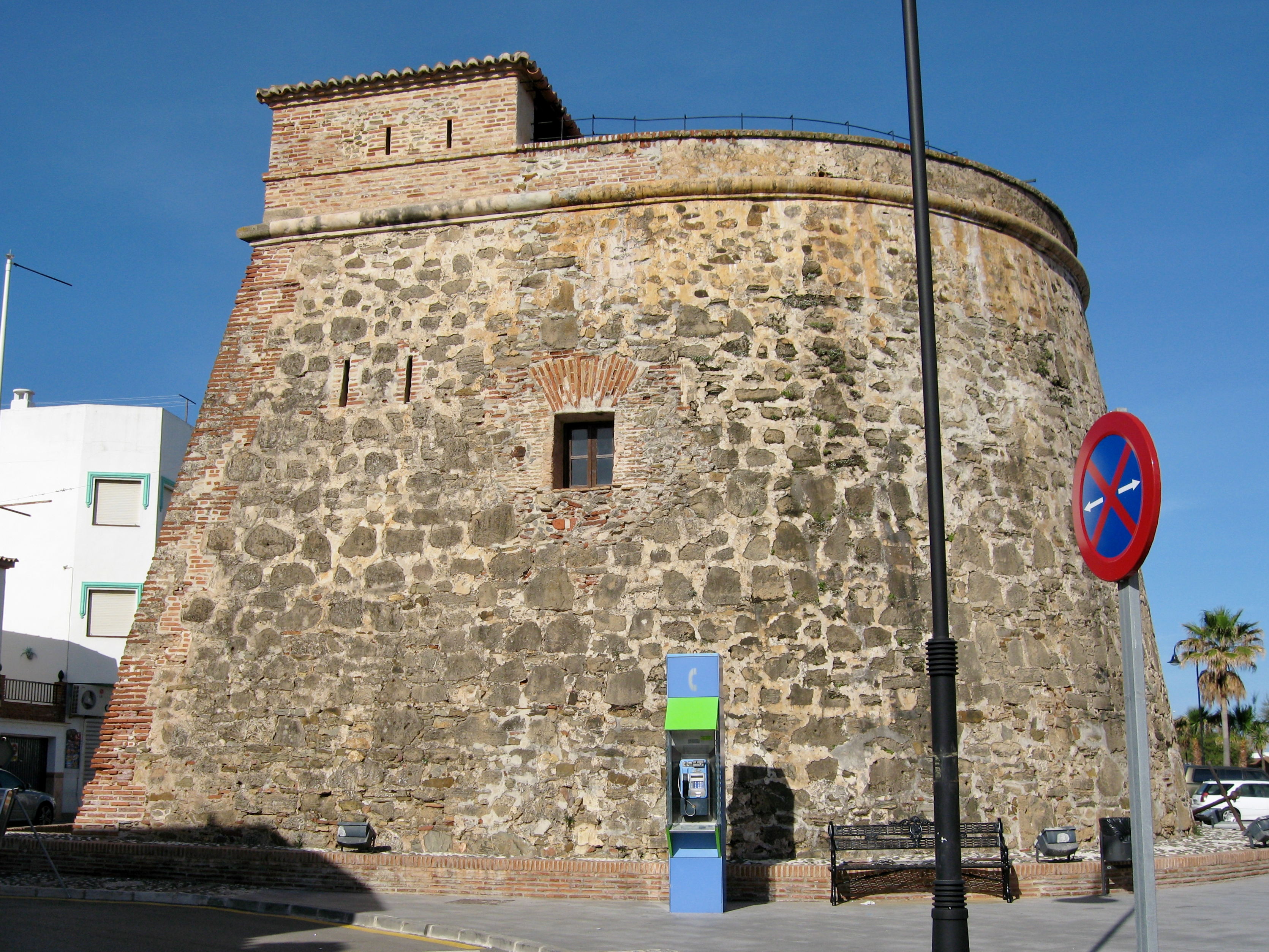
Torre Batería de La Cala del Moral à Mijas.

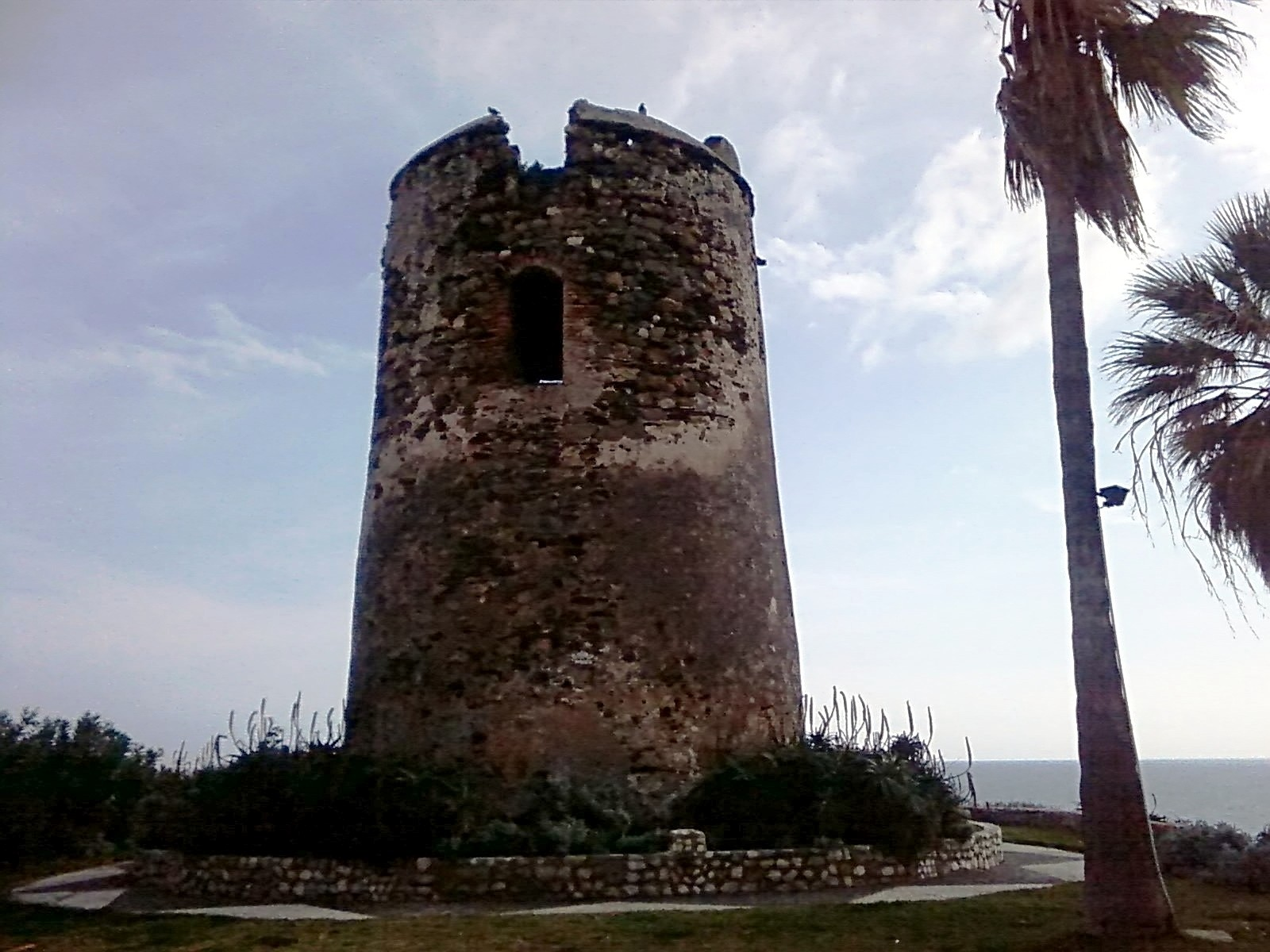
Torre del Muelle à Benalmádena.

## Tour de vigilance de laprovince de Malaga
- Torre Río Real à Marbella.
- Torre Batería de La Cala del Moral à la commune de Mijas.
- Torre de Calaburras dans la commune de Mijas.
- Torre de Calahonda dans la commune de Mijas.
- Torre del Muelle dans la commune de Benalmádena.
- Torre Quebrada dans la commune de Benalmádena.
- Torre del Cantal dans la commune de Rincón de la Victoria.
- Torre de Benagalbón dans la commune de Rincón de la Victoria.
- Torre de Chilches dans la commune de Vélez-Málaga.
- Torre Moya à Benajarafe, dans la commune de Vélez-Málaga.
- Torre del Jaral dans la commune de Vélez-Málaga.
- Torre de la Manganeta à la commune de Vélez-Málaga.
- Torre derecha dans la commune de Algarrobo.
- Torre 'ladeá' dans la commune de Algarrobo.
- Torre de Lagos dans la commune de Vélez-Málaga.
- Torre del Río Huit dans la commune de Torrox.
- Torre de Calaceite dans la commune de Torrox.
- Torre Macaca dans la commune de Nerja.
- Torrecilla dans la commune de Nerja.
- Torre de Maro dans la commune de Nerja.
- Torre del Arroyo de la Miel dans la commune de Nerja.
- Torre del Pino dans la commune de Nerja.
- Torre Caleta dans la commune de Nerja.

## Tour de vigilance de laprovince de Grenade
- Torre de Cambriles dans la commune de Castell de Ferro (en).
- Torre de la Estancia dans la commune de Castell de Ferro (en).
- Torre de Cambrón dans la commune de Almuñécar.
- Torre de Enmedio dans la commune de Almuñécar.
- Torre de Belilla dans la commune de Almuñécar.

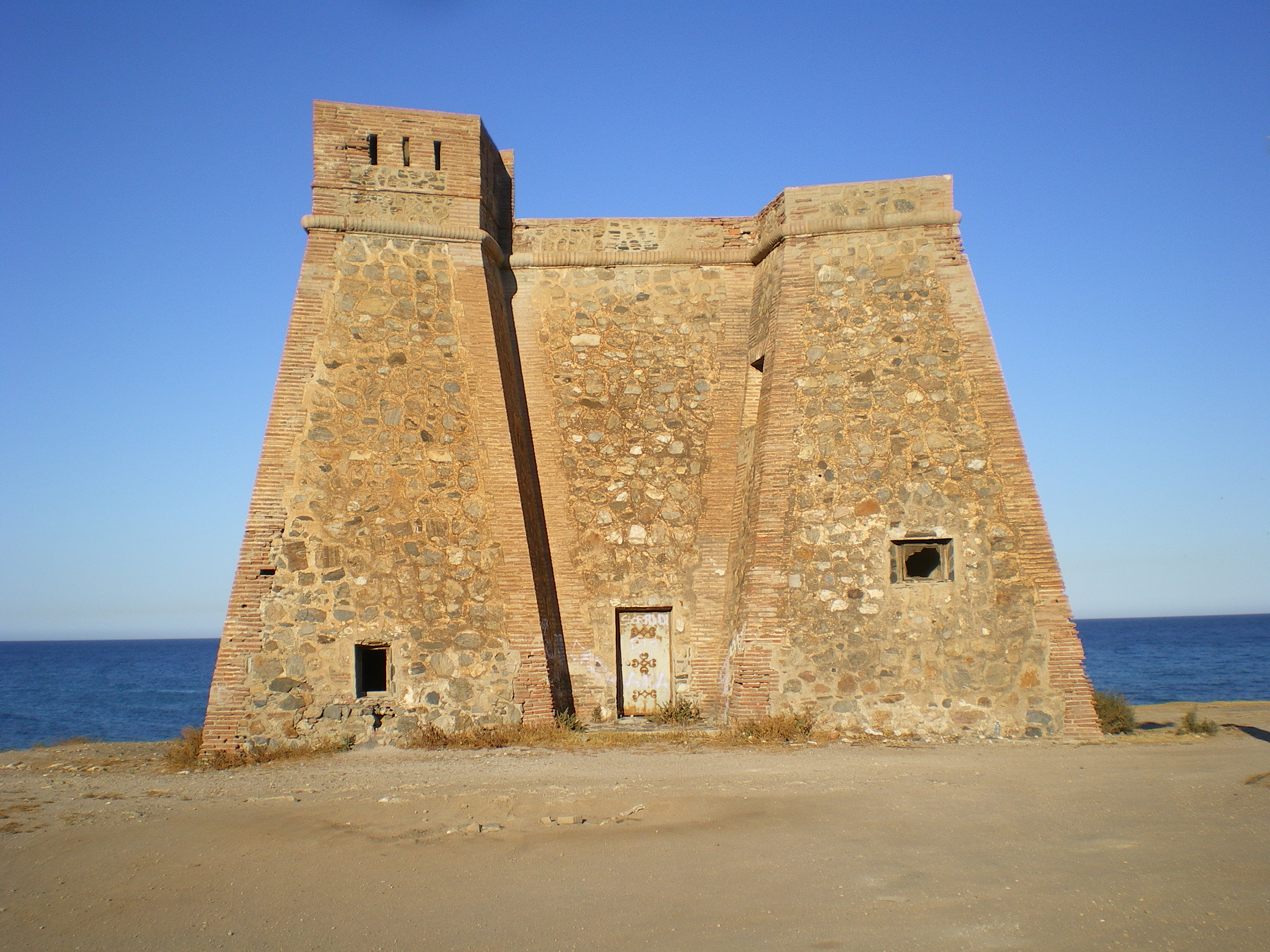
Torre de Macenas à Mojácar, Almería.

## Tour de vigilance de laprovince d'Almería
- Torre de Balerma dans la commune de Balerma (es).
- Torre de Cárdenas dans la commune de Almería.
- Torre de Cerrillos dans la commune de Punta Entinas, Roquetas de Mar.
- Torre García dans la commune de Almería.
- Torre de Macenas, dans la commune de Mojácar.
- Torre del Perdigal dans la commune de Almería.
- Torre del Rayo dans la commune de Carboneras.
- Torre de Vela Blanca dans la commune de Níjar.

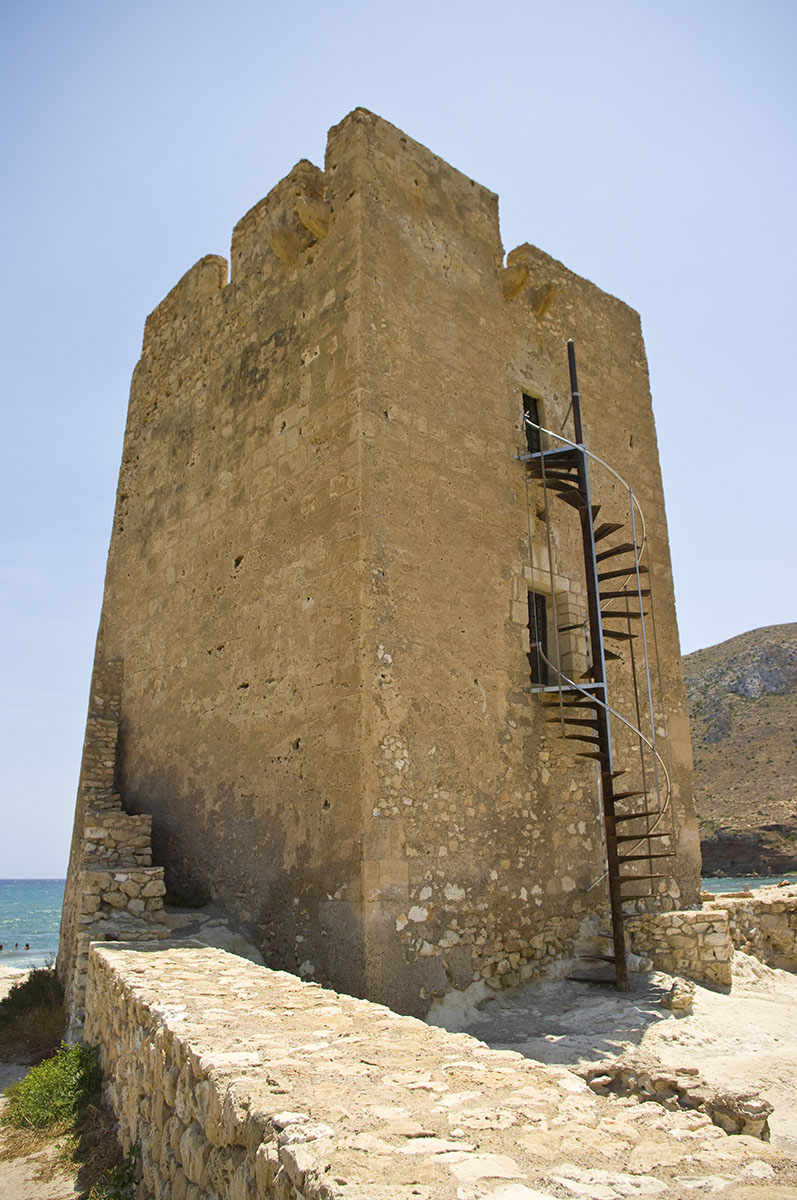
Torre de Cope,Águilas.

## Tour de vigilance de larégion de Murcie
- Torre de Águilas ou Torre de San Juan dans la commune d'Águilas.
- Torre de Cope dans la commune d'Águilas.
- Torre Vieja del Puerto ou Torre de Santa Isabel dans la commune de Mazarrón.
- Torre de Santa Elena à La Azohía (es) dans la commune de Carthagène.
- Torre de Navidad sur le Fuerte de Navidad dans la commune de Carthagène.
- Torre de Portmán dans la commune de La Unión
- Torre de Cabo de Palos au Cabo de Palos dans la commune de Carthagène.
- Torre del Estacio ou Torre de San Miguel dans La Manga.
- Torre de la encañizada dans La Manga.
- Torre del Pinatar dans la commune de San Pedro del Pinatar.
- Torre del Rame dans la commune de Los Alcázares.
- Torre del Negro dans la commune de Carthagène.

## Tour de vigilance de laprovince d'Alicante

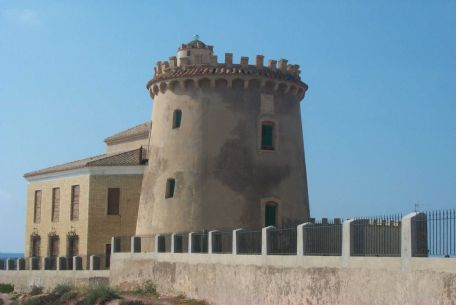
Torre de la Horadada Alicante.

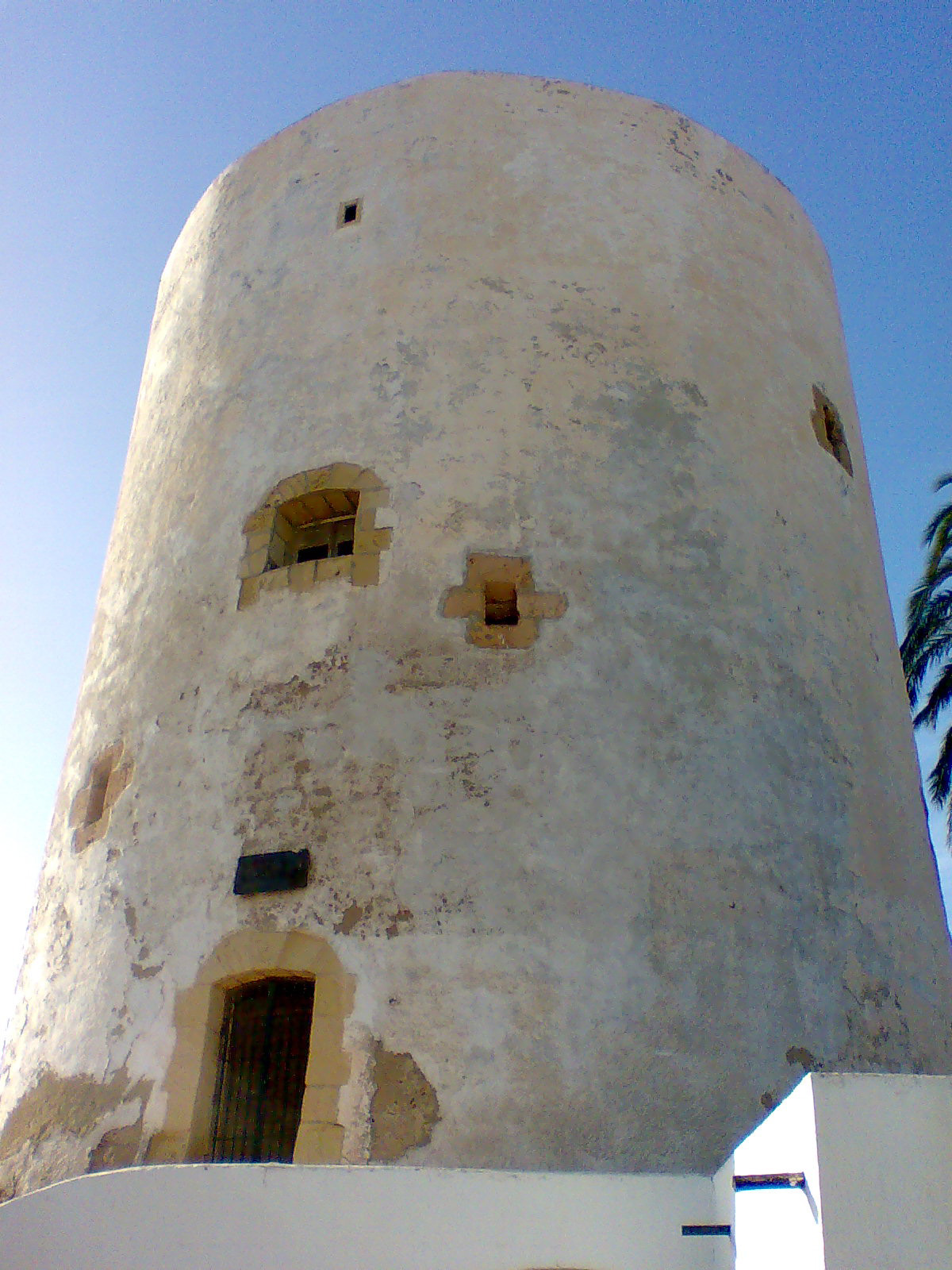
Torre de Cabo Roig,Orihuela.

- Torre de la Horadada dans la commune de Pilar de la Horadada
- Torre de Cabo Roig dans la commune d'Orihuela.
- Torre Vieja dans la commune de Torrevieja.
- Torre del Torrejón dans la commune de Torrevieja.
- Torre del Moro dans la commune de Torrevieja.
- Torre de la Mata dans la commune de Torrevieja.
- Torre de El Pinet dans la commune de Torrevieja.
- Torre del Carabassídans la commune de Santa Pola.
- Torre de Tamarit dans la commune de Santa Pola.
- Torre de Escaletes dans la commune de Santa Pola.
- Torre Atalatoya dans la commune de Santa Pola.
- Torre de Agua amarga dans la commune de Alicante.
- Torre de l'Alcodre dans la commune de Alicante.
- Torre Saleta dans la commune de El Campello.
- Torre de Aguas dans la commune de El Campello.
- Torre del Charco dans la commune de Villajoyosa.
- Torre de Bellaguarda dans la commune de Altea.
- Torre del Cap d'Ordans la commune de Teulada.

## Tour de vigilance des îles d'IbizaetFormentera
- Torre de ses portes, Ibiza.
- Torre des carregador, Ibiza.
- Torre des savinar dans la commune de Sant Josep de sa Talaia.
- Torre de comte dans la commune de Sant Josep de sa Talaia.
- Torre des molar dans la commune de Sant Joan de Labritja.
- Torre de Portinatx dans le village de Portinatx.
- Torre d'en valls dans la commune de Santa Eulària des Riu.
- Torre des Garroveret, Formentera.
- Torre de Punta Prima, Formentera.
- Torre des Pi des Català, Formentera.
- Torre de Sa Gavina, Formentera.